# ŽNK Cestica 2005
ŽNK Cestica 2005 je ženski nogometni klub iz Cestice.

## Povijest
Ženski nogometni klub ŽNK Cestica 2005 osnovan je 2005. godine.
Klub se trenutačno natječe u 2. regionalnoj ženskoj hrvatskoj nogometnoj ligi

## Poveznice
- Hrvatski nogometni savez

## Vanjske poveznice
- Hrvatski nogometni savez